# Marcus Morlinghaus
Marcus Morlinghaus (* 30. Juli 1965 in Bensheim) ist ein deutscher Schauspieler, Autor und Regisseur. Er lebt und arbeitet in Deutschland, Frankreich, Österreich und der Schweiz.

## Schauspiel
Morlinghaus studierte Schauspiel an der Universität für Musik und darstellende Kunst Graz und Regie bei Willi Bernhart.
1989 debütierte er am Staatstheater Stuttgart und ist seitdem als Schauspieler an verschiedenen Häusern (u. a. Theater der Jugend in Wien, Fritz Rémond Theater in Frankfurt am Main, Akademietheater und Metropoltheater in München) sowie in Film und TV tätig. Er übernahm 2001 die Hauptrolle in Leander Haußmanns Münchner Inszenierung von Marivaux’ Streit. 2005 spielte er die männliche Hauptrolle in der deutschen Erstaufführung von Gabriel Baryllis Ohio? - Wieso?! in der Inszenierung des Autors. Von 2008 bis 2011 spielte er als Gast eine Hauptrolle am Münchner Staatstheater in Die Orchesterprobe von Jean-François Sivadier.
Ferner spielte Morlinghaus von 1993 bis 2000 im internationalen Ensemble Theatermerz. Als Schauspieler, musikalischer Leiter und Komponist, Dramaturg, Regieassistent und Dozent für den theatereigenen Nachwuchs arbeitete er eng mit seinem ehemaligen Regie- und Schauspieldozenten, dem Regisseur und Leiter des Theatermerz Willi Bernhart, zusammen. Mit dessen Stücken reiste Theatermerz weltweit zu Gastspielen und Festivals und wirkte stilbildend in der österreichischen Avantgarde-Theaterlandschaft.
Seit 2012 inszeniert und spielt Morlinghaus auch in französischer Sprache (2012 Illusion Conjugale, 2013 Venise sous la neige, 2014 Le Prénom, 2015 le dieu du carnage von Yasmina Reza) u. a. für die Compagnie Antheros (München/Paris).
Von 2012 bis 2014 wurde Morlinghaus dem Fernsehpublikum durch seine durchgehende Rolle in der ARD-Vorabendserie Heiter bis tödlich: Fuchs und Gans bekannt. Dort spielt er den Friseur Ebsi Eisele. In der BR-Serie Im Schleudergang trat er als Herr Pertramer auf. In dem Fernsehfilm Paradies 505 (R: Max Färberböck) war er als französischer Paradies-Inhaber Jacques zu sehen, ferner in Episodenrollen in Serien wie Hubert und Staller und München 7, die Gipfelstürmer (ZDF) sowie 2019 in dem Filmdrama Nur mit Dir zusammen, in dem Vanessa Mai an der Seite von Axel Prahl ihr Filmdebüt gab.
Im Kino sah man ihn u. a. in Mein Blind Date mit dem Leben (Regie: Marc Rothmund), Das Pubertier (Regie: Leander Haussmann), Willkommen bei den Hartmanns (Regie: Simon Verhoeven), 1000 Zeilen (Regie: Michael Bully Herwig) und 2023 in Caveman (Regie: Laura Lackmann). 

## Regie
Nach langjährigen Arbeiten als Regieassistent in Theater und Oper in Deutschland, Österreich und Polen sowie als Schauspieldozent debütierte Morlinghaus im Jahre 2004 als Regisseur mit Klamms Krieg von Kai Hensel an den Kammerspielen Landshut und inszenierte seitdem für verschiedene Theaterproduzenten, u. a. am Teamtheater Tankstelle München, die deutsche Erstaufführung des französisch-kanadischen Theatererfolges Die Freizeitgesellschaft von Archambault sowie Venise sous la neige (Venedig im Schnee) für die Compagnie Antheros in französischer Sprache. 2019 wieder in den Kammerspielen Landshut eine eigene Bearbeitung des "Krawattenclub" von Lacan.
2003 realisierte er den 3D-Kurzfilm Level 3D in Zusammenarbeit mit der Hochschule Macromedia, München, Visual Experience, Monopol News. Level 3D wurde unter anderem auf der Berlinale und in Cannes gezeigt und lief in verschiedenen deutschen Städten wie etwa in München als Vorfilm zu Avatar (3D). Der zweite Teil der 3D-Tiefgaragen-Trilogie erschien 2012 unter dem Titel Switchcraft (mit Stefanie Mendoni und Ralph Willmann), 2013 inszenierte er die dritte Folge Die Diebin mit Marie Navarre und Christian Pfeil.
Ferner realisierte Morlinghaus mehrere Unternehmensfilme, u. a. für Microsoft Deutschland, Bioland, EnBW, Boehringer Ingelheim, Knauf -  und zeichnete für den offiziellen Trailer 2010 des internationalen Dokumentarfilmfestes DOK.fest München verantwortlich.

## Autor
Als Autor schreibt er überwiegend für Theater, Hörspiel und Film.
In den letzten Jahren spezialisierte er sich auf komödiantische Formen, z. B. in Unternehmenstheater, Kabarett, Hörspiel und Film (u. a. WAS ist WAS Junior TV-Serie und Hörspiele), Kolumnen und Essays.
Für Formatentwicklung und Drehbücher der Monopol News erhielt er gemeinsam mit Produzent und Co-Darsteller Christian Pfeil 2008 den Innovationspreis der deutschen Filmförderung.
Als Ghostwriter kooperiert er mit verschiedenen Kabarettisten und Comedians und wirkt als Scriptberater in Film- und Medienhochschulen.
Seine Komödie Tanzkurs oder Therapie erscheint im Ahn & Simrock Bühnen- und Musikverlag.

## Sonstiges
Seit 1995 ist Morlinghaus auch als Dozent tätig für Schauspielschule Theatermerz, Vhs München, ISSA, Drehbuchwerkstatt München und Macromedia. Auch unterrichtete er Harald Lesch in dessen Anfängen beim BR. Als Autor, Regisseur und Moderator gründete er gemeinsam mit Christian Pfeil die Monopol News.

## Ehrungen und Auszeichnungen
- 2012 Nominierung für den Kabarettpreis St. Ingberter Pfanne für das Mini-Musical Menschenkinder (Ball/Jabara)
- 2008 Innovationspreis des Deutschen Films für das satirische Kinomagazin Monopol News für Marcus Morlinghaus (Formatentwicklung, Buch, Regie, Postproduktion und diverse Rollen) und Christian Pfeil (Formatentwicklung, Produktion und diverse Rollen)[2]